# Велика проблема (телесеріал)
«Велика проблема» — південнокорейський телесеріал, який транслювався з 6 березня по 2 травня 2019 року на телеканалі SBS. Серіал складається з 32 серій, тривалістю 35 хв. кожна.
В серіалі розповідається історія життя фотографа відділу екстрених новин, який заробляє на життя, роблячи провокаційні знімки знаменитих людей. Та один сенсаційний знімок призвів до трагічних наслідків і кардинально змінив його життя.

## Сюжет
Талановитий фотограф Хан Сок Чжу робить успішну кар'єру папараці в агентстві новин. Але після чергового знімку, який викриває подробиці приватного життя знаменитостей, знаходять мертвим лікаря, якого було викрито в сексуальному скандалі. Головний герой втрачає роботу, сім'ю, і відсидівши у в'язниці опиняється на вулиці, вживає алкоголь та живе з безпритульними на станції метро. Тікаючи від рейду поліції, Хан Сок Чжу забігає у вагон потягу, в якому їде Джи Су Хьон — головний редактор новинного агентства. Користуючись збігом обставин вона укладає угоду, згідно з якою допоможе знайти сім'ю Хан Сок Чжу, в обмін на фото, яке він повинен зробити. У відчайдушній спробі фотознімку, фотограф ледь не загинув, стрибнувши з потягу і пройшовши небезпечний шлях, щоб доставити знімок редактору. Знайшовши сім'ю, він дізнається що його маленька донечка смертельно хвора і потребує термінової операції з пересадки серця, яка дуже дорого коштує. Джи Су Хьон обіцяє оплатити операцію, якщо він погодиться стати холоднокровним фотографом і виконувати усі завдання, які б морально складні вони не були. Не маючи іншого вибору, Хан Сок Чжу погоджується і стає штатним фотографом у відділі ексклюзивних новин. Він отримує найсучасніше шпигунське обладнання, позбувається алкогольної залежності та виконує складні й небезпечні завдання, заради порятунку своєї доньки.

## Акторський склад
- Чу Чжин Мо[en] в ролі Хан Сок Чжу. Фоторепортер, який робить таємні знімки знаменитостей[1].
- Хан Є Силь[en] в ролі Джи Су Хьон. Головна редакторка агентства новин Sunday яка наймає Хан Сок Чжу штатним фотографом[2].
- Сін Со Юль[en] в ролі Чан Хе Чон[3].

## Особливості
Два епізоди серіалу потрапили в ефір в чорнових варіантах з незавершеною постобробкою відеоряду. На екрані видно вставлені фрагменти відео, які підлягали подальшій корекції та монтажу, назви дублів та сцен, шаблони для зображень.